# 第一実業
第一実業株式会社（だいいちじつぎょう、英: DAIICHI JITSUGYO CO., LTD.）は、東京都千代田区に本社を置く産業機械を扱う独立系の専門商社である。

## 概要
第二次世界大戦終結後、さまざまな産業分野を独占していた財閥が解体され、市場に競争原理が導入された。このときに解体された「浅野財閥」に関わる人材の中から、後の第一実業株式会社の創業メンバーが輩出された。1948年（昭和23年）8月12日、後に初代社長となる倉持正次郎を含む全7名を発起人として会社を設立。商号を「第一実業」と定め「機械専門商事会社」としての一歩を踏み出した。
投機性のない商売を地道に続け、信頼できる相手を選び、毎月銀行に業績を報告し続けた結果、誠実で堅実な企業として周囲の信頼を獲得し着実に成長。この精神は創業当初から現在に至るまで、企業風土に深く根付いている。
現在は産業用機械のサプライヤーとして7つの事業を中心に事業展開を図る。設備の保守・アフターサービスなどを手掛ける株式会社第一メカテックを擁し、国内外ネットワークやソリューション力、現場対応力等を強みに、世界のものづくり企業に産業用機械とサービスを提供している。

## 沿革
- 1948年（昭和23年）- 資本金48万円にて東京都品川区に創立。
- 1952年（昭和27年）- 石油・石油精製業界を開拓。
- 1959年（昭和34年）- プラスチックス業界に参入。
- 1962年（昭和37年）- 東京証券取引所市場第二部に上場。
- 1964年（昭和39年）- 自動車製造業界に参入。
- 1970年（昭和45年）- 子会社として第一機械サービス株式会社（現・第一メカテック）を設立。
- 1972年（昭和47年）- 米国に現地法人DAIICHI JITSUGYO (AMERICA), INC.を設立。
- 1974年（昭和49年）- 東京証券取引所市場第一部に上場。
- 1979年（昭和54年）- 医薬業界へ進出。
- 1982年（昭和57年）- エレクトロニクス業界へ進出。
- 1989年（平成元年）- 第32回増資により資本金51億5百万円とする。
- 1990年（平成2年）- 航空業界へ進出。
- 1997年（平成9年）- 現地法人・上海一実貿易有限公司を設立。
- 2005年（平成17年）
  - 現地法人DAIICHI JITSUGYO ASIA PTE. LTD.を設立。
  - 子会社として第一実業ビスウィル株式会社を設立。
- 2007年（平成19年）- 国内全事業所でISO14001認証を取得。
- 2008年（平成20年）- DJK EUROPE GmbHを設立。
- 2013年（平成25年）‐ 茨城県笠間市に笠間太陽光発電所を竣工。
- 2014年（平成26年）- 長野県飯田市に飯田太陽光発電所を竣工。
- 2019年（令和元年）- 現地法人DC ENERGY GmbH（リチウムイオン・バッテリー製造装置販売会社）を設立[1]。

## 事業内容
- プラント・エネルギー事業
  - プラント分野においては長年にわたる豊富な経験により各種設備とともに高度な専門性を生かした技術を提供。エネルギー分野においては、バイナリー発電、太陽光発電およびバイオマス等、次世代に必要不可欠となる再生可能エネルギーへの取組を推進している。また、脱炭素社会の実現に向けたソリューション提案や関連商材の開発にも注力している。
- エナジーソリューションズ事業
  - 二次電池、燃料電池、太陽光・蓄電池などの次世代エネルギー分野において多様化するニーズに応えるべく、グローバル、エンジニアリング機能などの強みを生かしてさまざまなソリューションを提供し、サステナブルな社会の実現を目指している。
- 産業機械事業
  - 家電や住宅設備、食品包装、医療用機器等の製造分野において、生産性向上のための省力化・省人化に対応するファクトリーオートメーション（FA）やフレキシブル・マニュファクチャリング・システム（FMS）、自動組立ライン、周辺機器等のコーディネート提案を主力とする。海外における現地調達や第三国調達等の対応によりコスト低減にも貢献している。
- エレクトロニクス事業
  - コンシューマーエレクトロニクス、モビリティエレクトロニクス等の分野において、電子部品実装システムや電子デバイスシステム、自動化設備を中心に、最先端技術と経験でものづくりプロセスの改革をもたらすソリューションを提供。技術リソースの拡充やプロセス開発を通じて、次世代エレクトロニクスにおけるイノベーションの創出に取り組んでいる。
- 自動車事業
  - 自動車の車両組立、内外装およびパワートレイン系部品、車載デバイスのほか、これらを構成するあらゆる部品製造における樹脂・金属成形および加工、表面処理、組立、検査等、さまざまな工程に適合する各種設備のインテグレート提案に注力。
- ヘルスケア事業
  - 主に医薬品分野において、錠剤・カプセルの外観検査システムや錠剤印刷検査システム、固形剤・注射剤の各種自動包装ライン等の設備を提供。業界における優位性を発揮するべく、グループ会社である第一実業ビスウィルなどの装置メーカーや取引先とともに次世代の新たなシステム開発にも積極的に取り組み、市場投入を図っている。
- 航空・インフラ事業
  - 航空・空港分野においては地上支援機材や空港施設用設備等を主にエアラインやグランドハンドリング会社、空港会社に提供。防災分野においては消防関連の特殊車両を国や地方自治体に提供。欧米から輸入する主力商材は使用環境やニーズに応じてカスタマイズを行うほか、専門のサービスグループによりアフターサービスを実施している[2]。

## 拠点
- 国内拠点7：東京（本社）、大阪、名古屋、仙台、広島、福岡、富山
- 海外グループ拠点35：米国（シカゴ、ヒューストン、ノックスビル、ケンタッキー、オースティン）、メキシコ（ケレタロ、モンテレイ、レオン）、ブラジル（サンパウロ）、ドイツ（フランクフルト）、チェコ（プラハ）、ハンガリー（ブダペスト）、ブルガリア（ソフィア）、中国（上海、天津、蘇州、武漢、広州、深圳）、香港、台湾（台北）、韓国（ソウル）、シンガポール、タイ（バンコク）、マレーシア（クアラルンプール、ジョホールバル、ペナン）、フィリピン（マカティ、ラグナ）、インドネシア（ジャカルタ）、ベトナム（ハノイ、ホーチミン）、インド（ニューデリー、バンガロール、アーメダバード）[3]

## 主要子会社・関連会社
- 株式会社第一メカテック
- 第一実業ビスウィル株式会社
- 株式会社DJ-WAVEエンジニアリング
- 第一スルザー株式会社
- 株式会社浅野研究所
- DAIICHI JITSUGYO (AMERICA), INC.
- DJK EUROPE GmbH
- 上海一実貿易有限公司
- DAIICHI JITSUGYO ASIA PTE. LTD.
- DC ENERGY GmbH[1]